# زیتون چهارتاری
استاد زیتون چهارتاری موسیقیدان و نوازنده کمانچه در سبک پیشرو، قرن دهم هجری قمری در دوره صفویه بود. او در دربار خان احمد خان، کارکیای گیلان مشغول به کار بود.
شاه طهماسب تنها شاهی بود که همهٔ موسیقیدانان را از دربار اخراج کرد ولی خان احمد خان با سرپیچی از دستور او به حمایت از موسیقیدانان پرداخت و کسانی که از دربار اخراج شده بودند را به ملازمت خود انتخاب کرد. به گفتهٔ درویش علی چنگی، استاد زیتون چهارتاری (که بعداً در زندان شاه طهماسب درگذشت)، هر دو مهارت زیادی در پیشرو داشته‌اند. در وصف استاد گفته‌اند که نوای سازش، «بلبل بوستان را مسحور می‌کرد و گوشه سازش می‌نشاند.»
در این دوره شاه طهماسب موسیقی را ممنوع کرده بود و پس از حمله او به گیلان و برانداختن حکومت خان احمد؛ استاد زیتون هم دستگیر و در قلعه قهقهه زندانی شد که در همانجا درگذشت.
در رساله «در بیان علم موسیقی و دانستن شعبات او» مربوط به دوره صفوی، در خصوص استاد زیتون نوشته شده: «اوّلاً خجسته نغمه‌ایست با مسمی و اوستاد زیتون کمانچه‌ای که از مشاهیر روزگار است، بازگوی پشروها را در این نغمه ساخته.» ابوالفضل مبارک به مجلس بزمی در سال ۹۵۰ در هرات اشاره می‌کند که در آن استاد زیتون به همراه استاد صابر قاق نوا زندگی می‌کرده‌اند.